# Бромид железа(II,III)
Броми́д желе́за(II,III) — бинарное неорганическое соединение, соль металла железа и бромистоводородной кислоты с формулой Fe3Br8,
коричневые кристаллы,
растворяется в воде,
образует кристаллогидрат.

## Получение
- Прямое бромирование порошкообразного железа в присутствии воды:

{\displaystyle {\mathsf {3Fe+4Br_{2}\ {\xrightarrow {H_{2}O}}\ Fe_{3}Br_{8}}}}

## Физические свойства
Бромид железа(II,III) образует коричневые кристаллы.
Образует кристаллогидрат состава Fe3Br8·16H2O.

### Другие бромиды железа
- Бромид железа(II) FeBr2
- Бромид железа(III) FeBr3

### Другие галогениды железа(II,III)
- Фторид железа(II,III) Fe2F5
- Хлорид железа(II,III) Fe3Cl8
- Иодид железа(II,III) Fe3I8